# Burg Körse

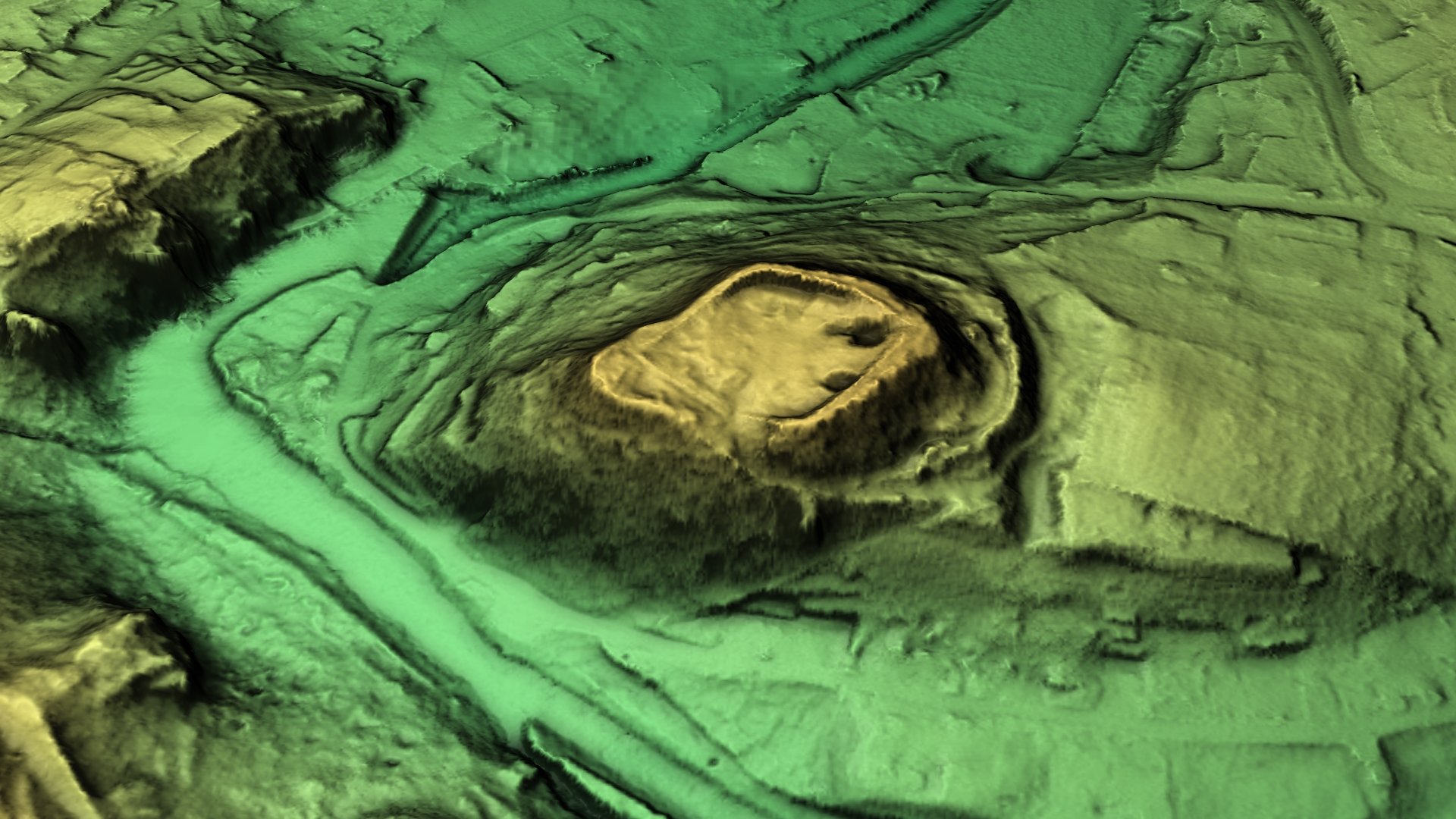
3D-Ansicht des digitalen Geländemodells

Die Burg Körse ist die Ruine einer Höhenburg bei 275 m ü. NN auf einem von der Spree umflossenen Granitkegel bei Kirschau im Landkreis Bautzen in Sachsen.

## Geschichte
Als um das 10. Jahrhundert der sorbische Siedlungsbereich bis in die Region des heutigen Kirschau erweitert wurde, nutzte man den Felssporn zum Bau einer Wehranlage, einer Schanze. Der Burgwall mit dem Namen Korzym (Besitztum des Korz) hatte die Aufgabe, das Siedlungsgebiet vor überraschenden Angriffen zu schützen.
Um 1100 begann die Landnahme der Deutschen, welche die Burg besetzten und zerstörten. Zwischen 1200 und 1250 wurde an gleicher Stelle eine steinerne deutsche Befestigungsanlage erbaut. In dieser Zeit war die Burg, deren Name Körse auf den sorbischen Ursprung verweist, die größte und stärkste Verteidigungsanlage der Oberlausitz.
Ihre Aufgabe bestand im Schutz des Böhmischen Steigs, einer der ältesten Verkehrsverbindungen zwischen der Oberlausitz und Böhmen (dort bekannt als Alte Prager Straße). Sie führte von Bautzen über Obergurig, Kirschau, Schirgiswalde und Sohland nach Schluckenau (Šluknov), Böhmisch Leipa (Česká Lípa) bis nach Prag. Außerdem kreuzte in der Nähe eine Salzstraße, die es ebenfalls zu bewachen galt.
Später beschuldigte man die Burgherren jedoch der Räuberei, so dass 1352 die Burg durch Truppen des Sechsstädtebundes gestürmt und zerstört wurde. Eine Informationstafel in den Resten der heutigen Anlage behauptet, dass die Burgherren eher wegen ihrer Gegnerschaft zum böhmischen König und zum Sechsstädtebund zu Feinden erklärt wurden.
1359 wurde die Burg erneut zerstört und geschleift. Es erfolgte kein Wiederaufbau.

## Aufbau
Die Burg bestand aus der Hauptburg mit Bergfried, einer Vorburg, einer Zugbrücke sowie vier Toren und Bastionen.
Zum Bau wurde der anstehende Granit benutzt, jedoch auch Basalt vom Horken bei Halbendorf. Als Bindemittel diente Sandmörtel, der mit gewaschenem und humussäurefreiem Flusssand gemischt wurde.
Die den ehemaligen Burghof umgebende Ringmauer ist noch ca. drei Meter hoch. Sie soll einst sechs bis sieben Meter hoch gewesen sein.

## Gegenwart

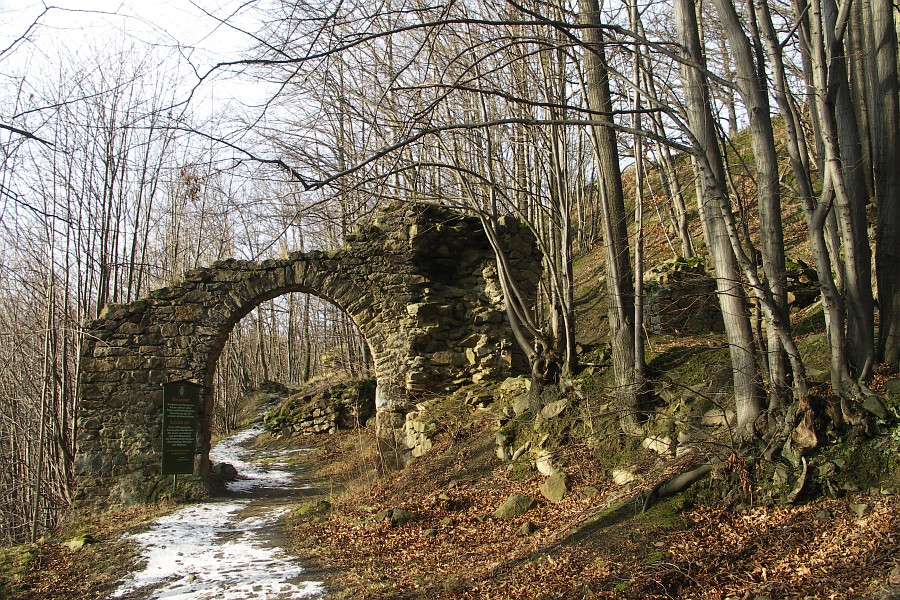
Reste der Vorburg

Erhalten geblieben ist von der einst stolzen Burg eine halbrunde ca. 3 Meter hohe und ca. 100 Meter lange Ringmauer, welche die Reste der Hauptburg darstellen. Außerdem kann man den Torbogen der Vorburg sehen.
Die Granitsteine im Inneren des Ringwalles lassen auf Brandeinwirkung bei Belagerung und Erstürmung der Burg schließen.
Erste Ausgrabungsarbeiten begannen 1922, die in der Folgezeit zutage geförderten Fundstücke kann man im 1995 eröffneten Burgmuseum sehen.